# Флоренція (провінція)
Провінція Флоренція (італ. Provincia di Firenze) — колишня провінція Італії, у регіоні Тоскана. З 1 січня 2015 року замінена метрополійним містом Флоренція.
Площа провінції — 3 514 км², населення — 1 006 819 осіб.
Столицею провінції було місто Флоренція.

## Географія
Провінція межувала на півночі і на сході з регіоном Емілія-Романья (провінціями Болонья, Форлі-Чезена і Равенна), на південному сході з провінцією Ареццо, на півдні з провінцією Сієна, на заході з провінціями Піза, Лукка, Пістоя і Прато.